# 863.
◄ | 8. stoljeće | 9. stoljeće | 10. stoljeće | ►
◄ | 830-ih | 840-ih | 850-ih | 860-ih | 870-ih | 880-ih | 890-ih | ►
◄◄ | ◄ | 860. | 861. | 862. | 863. | 864. | 865. | 866. | ► | ►►
Astronomija • Književnost • Kršćanstvo • Pravo • Promet

## Događaji
- 5. srpnja – Ćiril i Metod počeli su širiti kršćanstvo u Velikoj Moravskoj.

## Smrti
- 25. siječnja – Karlo Provansalski, kralj Provanse (* 845.)

## Vanjske poveznice
|  | Zajednički poslužitelj ima još gradiva o temi 863. |